# Gabrielle Pietermann

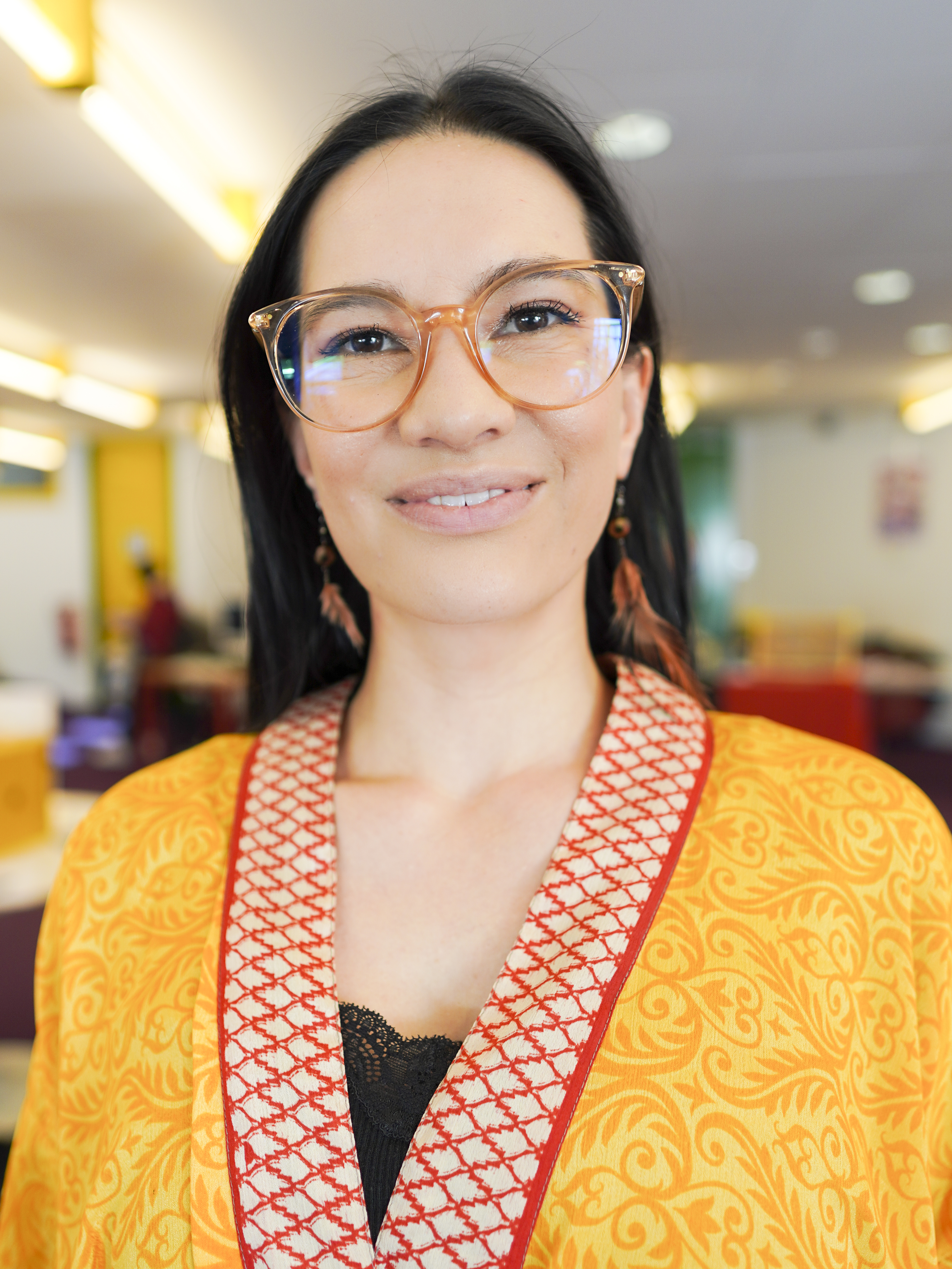
Gabrielle Pietermann auf der MMC Berlin 2025

Gabrielle Pietermann (* 2. September 1987 in München) ist eine deutsche Synchronsprecherin, Hörbuchsprecherin und Hörspielsprecherin. Bekannt wurde Pietermann vor allem als deutsche Feststimme von Emma Watson, Emilia Clarke und Selena Gomez.

## Leben
Gabrielle Pietermann wurde im Alter von acht Jahren bei einer Theater-Lesung von der Theater-Leiterin für die Synchronarbeit entdeckt. Seit dieser Zeit arbeitet sie als Sprecherin für Spielfilme, Fernsehserien und Hörspiele. Als 13-Jährige wurde sie feste Stimme für Emma Watson, die als „Hermine Granger“ in den Harry-Potter-Filmen bekannt wurde. Ab 2007 wurde sie Feststimme von Selena Gomez und ab 2011 von Emilia Clarke, die als „Daenerys Targaryen“ in der Serie Game of Thrones berühmt wurde.
Gabrielle Pietermann wurde auch als Dialogbuchautorin und Dialogregisseurin tätig.

## Synchrontätigkeit (Auswahl)
Selena Gomez
- 2007–2012: Die Zauberer vom Waverly Place (Fernsehserie) … als Alex Russo
- 2009: Die Zauberer vom Waverly Place – Der Film … als Alex Russo
- 2009: Prinzessinnen Schutzprogramm … als Carter Mason
- 2009: Sonny Munroe (Fernsehserie) … als Selena Gomez
- 2009: Studio Disney Channel – Beinah Live (Fernsehserie) … als Selena Gomez/Moderatorin
- 2010: Schwesterherzen – Ramonas wilde Welt … als Beezus
- 2011: Plötzlich Star … als Grace Bennett/Cordelia Winthrop Scott
- 2011: Die Muppets … als Selena Gomez
- 2012: Spring Breakers … als Faith
- 2012: Aftershock – Die Hölle nach dem Beben … als Lisa
- 2013: Die Rückkehr der Zauberer vom Waverly Place … als Alex Russo
- 2013: Getaway … als The Kid
- 2014: Behaving Badly – Brav sein war gestern … als Nina Pennington
- 2015: The Big Short … als Selena Gomez
- 2016: Bad Neighbors 2 … als Madison
- 2016: Stürmische Ernte – In Dubious Battle … als Lisa London
- 2016: Umweg nach Hause … als Dot
- 2019: The Dead Don’t Die … als Zoe
- 2019: A Rainy Day in New York … als Shannon
- seit 2021: Only Murders in the Building (Fernsehserie) … als Mabel

Emma Watson
- 2001–2011: in Harry Potter … als Hermine Granger
  - 2001: Harry Potter und der Stein der Weisen
  - 2002: Harry Potter und die Kammer des Schreckens
  - 2004: Harry Potter und der Gefangene von Askaban
  - 2005: Harry Potter und der Feuerkelch
  - 2007: Harry Potter und der Orden des Phönix
  - 2009: Harry Potter und der Halbblutprinz
  - 2010: Harry Potter und die Heiligtümer des Todes: Teil 1
  - 2011: Harry Potter und die Heiligtümer des Todes: Teil 2
- 2007: Ballet Shoes … als Pauline Fossil
- 2011: My Week with Marilyn … als Lucy
- 2012: Vielleicht lieber morgen … als Sam
- 2013: Das ist das Ende … als Emma Watson
- 2013: The Bling Ring … als Nicki Moore
- 2014: Noah … als Ila
- 2015: Regression … als Angela Gray
- 2017: Die Schöne und das Biest … als Belle
- 2017: The Circle … als Mae
- 2020: Little Women … als Meg March

Anna Kendrick
- 2008: Twilight – Bis(s) zum Morgengrauen … als Jessica Stanley
- 2009: New Moon – Bis(s) zur Mittagsstunde … als Jessica Stanley
- 2010: Eclipse – Bis(s) zum Abendrot … als Jessica Stanley
- 2011: Breaking Dawn – Biss zum Ende der Nacht, Teil 1 … als Jessica Stanley
- 2012: ParaNorman … als Courtney Babcock
- 2013: Drinking Buddies … als Jill
- 2014: Happy Christmas … als Jenny

Mae Whitman
- 2008: Tinkerbell … als Tinkerbell
- 2009: Tinkerbell – Die Suche nach dem verlorenen Schatz … als Tinkerbell
- 2010: Tinkerbell – Ein Sommer voller Abenteuer … als Tinkerbell
- 2011: Die großen Feenspiele … als Tinkerbell
- 2012: Das Geheimnis der Feenflügel … als Tinkerbell
- 2014: Tinkerbell und die Piratenfee … als Tinkerbell
- 2014: Tinkerbell und die Legende vom Nimmerbiest … als Tinkerbell

Emilia Clarke
- 2011–2019: Game of Thrones (Fernsehserie) … als Daenerys Targaryen
- 2015: Terminator: Genisys … als Sarah Connor
- 2016: Ein ganzes halbes Jahr … als Louisa Clark
- 2017: Voice from the Stone – Ruf aus dem Jenseits … als Verena
- 2018: Solo: A Star Wars Story … als Qi’ra
- 2019: Last Christmas … als Kate
- 2023: Secret Invasion … als G‘iah

Meaghan Jette Martin
- 2008: Camp Rock … als Tess Tyler
- 2010: Camp Rock 2: The Final Jam … als Tess Tyler
- 2011: 10 Dinge, die ich an dir hasse (Fernsehserie) … als Bianca Stratford

Danielle Campbell
- 2010: StarStruck – Der Star, der mich liebte … als Jessica Olson
- 2010: Zeke und Luther (Fernsehserie) … als Dani
- 2011: Prom – Die Nacht deines Lebens … als Simone Daniels

Sarah Jeffery
- 2015: Descendants – Die Nachkommen … als Audrey
- 2015–2017: Descendants – Verhexte Welt (Fernsehserie) … als Audrey
- 2020: Descendants 3 – Die Nachkommen … als Audrey

Brenda Song
- 2000: Das ultimative Weihnachtsgeschenk … als Samantha Kwan
- 2004: Jordan Superstar … als Natasha

Allison Miller
- 2009: 17 Again – Back to High School … als Scarlett O’Donnell (als Teenager)
- 2011: Terra Nova (Fernsehserie) … als Skye

Halston Sage
- 2014: Crisis (Fernsehserie) … als Amber Fitch
- 2015: Scouts vs. Zombies – Handbuch zur Zombie-Apokalypse … als Kendall Grant

### Filme
- 2003: Die Rennfahrerin – Brie Larson … als Courthney Enders
- 2007: Stimme des Herzens – Whisper of the Heart - Youko Honna als Shizuku Tsukishima
- 2008: Girls United: Alles auf Sieg – Ashley Benson … als Carson
- 2008: Prom Night – Brittany Snow … als Donna Keppel
- 2009: Der Junge und der Wolf – Pom Klementieff … als Nastazya
- 2010: Die Legende von Aang – Nicola Peltz … als Katara
- 2010: Beilight – Bis(s) zum Abendbrot – Anneliese van der Pol … als Jennifer
- 2010: Paranormal Activity 2 – Molly Ephraim … als Ali
- 2011: William und Kate – Ein Märchen wird wahr – Mary Elise Hayden … als Pippa Middleton
- 2012: LOL – Ashley Hinshaw … als Emily
- 2012: So Undercover – Eloise Mumford … als Sasha
- 2012: Project X – Alexis Knapp … als Alexis
- 2013: Oculus – Karen Gillan … als Kaylie Russell
- 2016: Ice Age 5 – Kollision voraus! – Jessie J … als Brooke
- 2019: Chaos im Netz – Paige O’Hara … als Belle
- 2019: Hustlers – Constance Wu … als Destiny
- 2021: Raya und der letzte Drache – Gemma Chan … als  Namaari
- 2022: Love and Leashes – Kim Han-na … als Kim Yun-a
- 2023: Teenage Mutant Ninja Turtles: Mutant Mayhem – Ayo Edebiri … als April O’Neil

### Serien
- 1998–2000: PB&J Otter – Jenell Brook Slack-Wilson … als Jelly Otter
- 2004–2008: Zoey 101 – Jamie Lynn Spears … als Zoey Brooks
- 2007: .hack//Legend of the Twilight – Ayako Kawasumi … als Hotaru
- 2008–2011: Pokémon – Risa Hayamizu … als Zoey
- 2010: Die Tudors – Tamzin Merchant … als Catherine Howard
- 2011–2013: 90210 – Gillian Zinser … als Ivy Sullivan
- 2012: Inazuma Eleven – Fumiko Orikasa … als Silvia Woods
- 2013: Pokémon – Mayuki Makiguchi … als Serena
- 2013–2014, seit 2017: American Horror Story – Emma Roberts … als Madison Montogomery, Esmeralda Maggie, Serina Belinda
- 2014–2017: Switched at Birth – Vanessa Marano … als Bay Kennish
- 2015–2019: The Flash – Danielle Panabaker … als Caitlin Snow
- seit 2016: Miraculous – Geschichten von Ladybug und Cat Noir – Selah Victor … als Chloé Bourgeois
- 2017–2022: The Expanse – Cara Gee … als Camina Drummer (seit 2.02)
- 2018: Devilman Crybaby – Megumi Han … als Miko Makimura
- 2021, 2023: You – Du wirst mich lieben – Tati Gabrielle … als Marienne
- 2022: More Than a Doll – Hina Suguta … als Marin Kitagawa
- 2022: Cyberpunk: Edgerunners – Aoi Yūki … als Lucy
- 2023: The Bastard Son & The Devil Himself – Emilie Largier … als Nicky
- 2023: Queen Charlotte: A Bridgerton Story – Arsema Thomas … als Young Lady Danbury
- seit 2023: Lego DreamZzz – Larissa Dias … als Izzie Garcia

### Videospiele
- 2017: Lego Dimensions als Hermine Granger
- 2024: Star Wars Outlaws als Qi’ra

## Hörbücher (Auswahl)
- 2009: Jungs zum Anbeissen von Mari Mancusi (Arena Audio) – ISBN 978-3-401-26714-2
- 2010: Einmal gebissen, total hingerissen von Mari Mancusi (Arena Audio) – ISBN 978-3-401-26546-9
- 2010: Dork Diaries, Nikkis (nicht ganz so) fabelhafte Welt von Rachel Renee Russell (Der Audio Verlag) – ISBN 978-3-505-12860-8
- 2010: Krippenspiel mit Zuckerguss von Sabine Both (Silberfisch) – ISBN 978-3-86742-205-5
- 2010: Drei Küsse zum Dinner von Sabine Both (Silberfisch) – ISBN 978-3-86742-206-2
- 2011: Dork Diaries, Nikkis (nicht ganz so) glamouröses Partyleben von Rachel Renee Russell (Der Audio Verlag) – ISBN 978-3-505-12861-5
- 2012: Dork Diaries, Nikkis (nicht ganz so) phänomenaler Auftritt von Rachel Renee Russel (Der Audio Verlag) – ISBN 978-3-505-12862-2
- 2013: Mädchen sind die besseren Spione von Ally Carter (Silberfisch) – ISBN 978-3-86742-233-8
- 2015: Elias & Laia: Die Herrschaft der Masken von Sabaa Tahir (gemeinsam mit Max Felder), Lübbe Audio, ISBN 978-3-7857-5081-0
- 2017: Die Schöne und das Biest (der Hörverlag) – ISBN 978-3-8445-2501-4
- 2018: Artemis von Andy Weir (gemeinsam mit Marius Clarén), Random House Audio, ISBN 978-3-8371-4165-8 (ungekürzt: Audible)
- 2019: Bring Down the Stars von Emma Scott (Beautiful Hearts Duett 1, Audible exklusiv, gemeinsam mit Max Felder)
- 2020: Light Up the Sky von Emma Scott (Beautiful Hearts Duett 2, Audible exklusiv, gemeinsam mit Max Felder und Maximilian Artajo)
- 2021: Raya und der letzte Drache (Romanadaption), der Hörverlag, ISBN 978-3-8445-3923-3
- 2021: Emma Scott: BE MY TOMORROW (Hörbuch-Download, Teil 1 der Serie „Only Love“, gemeinsam mit Sebastian Fitzner), Lübbe Audio, ISBN 978-3-96635-152-2
- 2022: Liz Braswell: Die Schöne und ihr Geheimnis, der Hörverlag, ISBN 978-3-8445-4802-0 (Hörbuch-Download, Teil 2 der Serie „Twisted Tales“)
- 2023: Ava Reed: Whitestone Hospital – Drowning Souls (Hörbuch-Download, Teil 2 der Serie „Whitestone Hospital“, gemeinsam mit Julian Horeyseck), Lübbe Audio, ISBN 978-3-96635-180-5
- 2024: Maren Vivien Haase: Belladaire Academy of Athletes – Rivals (Hörbuch-Download, Teil 2 der Serie „Belladaire Academy“, gemeinsam mit Louis Friedemann Thiele), Random House Audio, ISBN 978-3-8371-6608-8

## Hörspiele (Auswahl)
- 2010: Marie in Nußknacker und Mausekönig von E. T. A. Hoffmann (Titania Medien)
- 2010: Marcella in Der Weisse Wolf von Frederick Marryat (Titania Medien)
- 2010: Junge Loretta in Verhext von Edith Wharton (Titania Medien)
- 2010: Maria in Die letzten Helden von David Holy (Holysoft Studios Ltd)
- seit 2021: Jubilee in Tony Ballard, seit Folge 37 (DreamLand Productions)